# Драгунов, Евгений Иванович
Евге́ний Ива́нович Драгуно́в (укр. Євген Іванович Драгунов; 13 февраля 1964, Макеевка, Донецкая область — 10 сентября 2001, Макеевка, Донецкая область) — советский и украинский футболист, защитник.

## Карьера
Воспитанник макеевского футбола.

### В клубах
С 1985 по 1992 год выступал за «Шахтёр»: провёл 163 матча в чемпионатах СССР и Украины, в которых забил 10 мячей, 26 поединков в Кубке СССР и Украины, 41 международную встречу.
Евгений Драгунов неоднократно включался в список 33-х лучших футболистов Украины.

### В сборной
За сборную Украины сыграл 2 игры.
Дебютировал 27 июня 1992 года в товарищеском матче со сборной США (0:0), заменив на 46-й минуте Юрия Гудименко.
Свой второй (и последний) матч за сборную провёл 26 августа 1992 года против сборной Венгрии (1:2). На поле вывел команду с капитанской повязкой.
| Матчи в составе сборной Украины по футболу | Матчи в составе сборной Украины по футболу | Матчи в составе сборной Украины по футболу | Матчи в составе сборной Украины по футболу | Матчи в составе сборной Украины по футболу | Матчи в составе сборной Украины по футболу | Матчи в составе сборной Украины по футболу | Матчи в составе сборной Украины по футболу | Матчи в составе сборной Украины по футболу | Матчи в составе сборной Украины по футболу | Матчи в составе сборной Украины по футболу | Матчи в составе сборной Украины по футболу | Матчи в составе сборной Украины по футболу |
| N                                          | №                                          | Дата                                       | Место                                      | Турнир                                     | Соперник                                   | Счёт                                       | Голы                                       | Мин.                                       | Замены                                     | Наказания                                  | Клуб                                       | Примечание                                 |
| ------------------------------------------ | ------------------------------------------ | ------------------------------------------ | ------------------------------------------ | ------------------------------------------ | ------------------------------------------ | ------------------------------------------ | ------------------------------------------ | ------------------------------------------ | ------------------------------------------ | ------------------------------------------ | ------------------------------------------ | ------------------------------------------ |
| 1                                          | 2                                          | 27.06.1992                                 | США, Пискатауэй, «Ратгерс Стэдиум»         | Товарищеский матч                          | США                                        | 0 : 0                                      |                                            | 45                                         | 46'                                        |                                            | «Шахтер» (Донецк)                          |                                            |
| 2                                          | 3                                          | 26.08.1992                                 | Венгрия, Ньиредьхаза, «Городской»          | Товарищеский матч                          | Венгрия                                    | 1 : 2                                      |                                            | 90                                         |                                            |                                            | «Шахтер» (Донецк)                          | Капитан                                    |
| Итого:                                     | Итого:                                     | Итого:                                     | 2 игры; +0 =1 −1; голы 1:2 (−1)            | 2 игры; +0 =1 −1; голы 1:2 (−1)            | 2 игры; +0 =1 −1; голы 1:2 (−1)            | 2 игры; +0 =1 −1; голы 1:2 (−1)            |                                            | 135 мин.                                   | 135 мин.                                   |                                            |                                            |                                            |

## Смерть
Умер 10 сентября 2001 года от инсульта.

## Достижения
- Финалист Кубка СССР (1): 1986